# Masseratti 2lts
Masseratti 2lts es un dúo venezolano formado en 2002, cuyo género principal es el downtempo. Su música mezcla distintos instrumentos, como el teclado, la guitarra, sintetizadores y los mezcla con elementos inspirados en el folclore venezolano.
Todos los sonidos de las producciones de Masseratti 2lts son creados por ellos mismos, sin utilizar elementos ni ciclos prefabricados.
Fernando Gómez y Armando Gómez son dos músicos venezolanos que hacen un recorrido entre los ritmos del downtempo, Drum and Bass y House desde el año 2002; cuando dieron origen a Masseratti 2lts, un dueto dedicado al trabajo musical electrónico, con un proceso de creación virtual, que comenzó como una práctica casual y se convirtió en uno de los proyectos más talentosos de los últimos años en la escena musical venezolana.

## Historia
Masseratti 2lts nace cuando dos hermanos fanáticos del fútbol se dispusieron a usar la música como píldora contra el sueño durante las largas jornadas del Campeonato Mundial de Fútbol Corea-Japón 2002. Así, en el estudio en casa de Armando, en Caracas, Venezuela; los Gómez se dedicaron a crear beats y melodías y al cabo de unas semanas ya tenían unas cuantas piezas. Fue entonces cuándo decidieron darles forma, quemar unos primeros discos para regalarlos a sus amigos, y prefirieron de una vez ser libres, descartando la posibilidad de presentarse a alguna disquera.
Una vez listos, Armando y Fernando decidieron llevar 30 ejemplares de esa primera incursión a la discotienda Esperanto, bien conocida por estar abierta a los trabajos de artistas nuevos. El primero que hizo sonar sus temas en la radio fue Félix Allueva. Paralelamente, Manuel Lebón los comenzó a reseñar en el diario venezolano El Nacional; y Esperanto, en sólo una semana, había vendido las 30 copias que dejaron en sus estanterías. El interés por los discos del dueto Gómez seguía en aumento y ellos continuaron distribuyéndolos. Masseratti 2lts estaba naciendo.
En diciembre de 2002 Fernando parte para Europa, y a mediados de la primavera de 2003, y en vista de lo bien que marchaba todo, los hermanos se plantean producir un segundo álbum. Siendo así las cosas se dedicaron a trabajar de la misma manera como lo habían hecho siempre: a distancia, vía internet. Vacilón dans la chambre, el nombre de ese discompacto, ilustra la manera como experimentaron ese período: una época de “vacilón”. Una vez que el disco llegó a Europa empezaron a distribuirlo, también de manera artesanal, logrando colocar ahora las dos producciones en pequeñas tiendas de París, Francia; con el tiempo, estuvieron en distintas capitales europeas. Para entonces ya tenían un sitio en internet (www.2litros.com), desde donde comenzaron a recibir directamente las reacciones de quienes los oían, tanto en Venezuela como en el exterior.
El disco Vacilón dans la Chambre fue nominado a los Premios Pop & Rock 2003 en la categoría Mejor Productor Discográfico; uno de sus temas fue incluido en el compilado Chill out Venezuela y otro en la recopilación Zona de Obras, editada en España. Pero no es sino hasta el año 2004 cuando este proyecto, que había nacido sin querer, comienza a transformarse en una asunto serio para sus integrantes.
Masseratti 2lts edita, entonces, Exposición Verano-Verano, disco producido durante el invierno, razón por la cual su nombre evoca el calor del verano y las ganas de que éste llegase después del frío. Es con los temas rítmicos de esta producción que se dan realmente a conocer mejor y logran ganarse los Premios Pop & Rock en las categorías de Mejor Disco y Mejor Productor Discográfico 2004. De esta edición salen también varios temas para otros compilados musicales.
Durante el año 2005, y dando respuesta a un debate teórico nacional acerca del “folklore”, los hermanos Gómez editan su cuarta propuesta llamada Folklore no-tradicional venezolano # 4. En ella, se mostró una simbiosis clara entre la música electrónica contemporánea y pinceladas del folklore venezolano.
Masseratti continúa editando un álbum por año. Coctel #5:cacao, mujer y beats fue su propuesta para el 2006, el cual fue creado desde y para la mujer, planteando esta vez ritmos más acelerados de los que habían acostumbrado a trabajar.
En septiembre de 2007 lanzaron al mercado su sexto y más reciente trabajo, Cuentos de Ada N°6. Si pudiéramos parafrasear el contenido del disco nos veríamos obligados a utilizar la palabra “emoción”. Las melodías y beats que proponen en sus “cuentos” han variado con respecto a sus anteriores trabajos. Se muestran más curiosos, más universales; y por supuesto, las líricas no se escapan del romanticismo utópico, ese que ha caracterizado a este dúo precursor de la “poesía electrónica”. Sin duda alguna, el universo de Masseratti 2lts es amplio.
La composición del disco ha sido trabajada desde distintos rincones, tanto nacionales como foráneos; entre carreteras, barcos y caminos. Las distancias y lugares no tienen excusa para los chicos, que como siempre, se inspiran de lo diario, del momento.
Entre la edición y venta de sus álbumes y sus presentaciones en vivo, Masseratti 2lts se ha convertido en una de las propuestas musicales con mayor trascendencia a nivel nacional. Este dúo trabaja incansablemente, lo cual, sin duda, arrojará más discos en un futuro próximo.
Luego de la grata experiencia obtenida en la presentación de su nuevo show en el Aula Magna de la UCV, Masseratti 2lts realizó una gira a nivel nacional denominada “Cuentos de Ada 2009” que los llevó a tocar en distintos rincones de su país.
En el 2010 editan su séptimo trabajo discográfico, llamado Colores de Ideas 7. 15 travesuras inéditas son las que presenta la banda en su séptimo álbum "Colores de Ideas" (2010). Una de las intenciones de los chicos fue abrirse a un abanico creativo nunca antes llevado a su público. El disco se escucha mucho más desinhibido y muestra una variedad de estructuras nuevas e inimaginables para los oídos que han sabido disfrutar las creaciones de este peculiar dúo musical. "Colores de Ideas 7 es un collage de ideas, listas para ser bailadas, escuchadas y cantadas". A lo largo del álbum se podrán descubrir featurings super especiales de Nana Cadavieco, Elisa Rego, Maruja Muci, Sumito Estévez y Gaêlica; así como el aporte de Diego " El Negro" Álvarez en la batcusión.
A principios del 2011 la banda edita su octavo disco. Un disco tributo de versiones en honor a la excelente movida musical local llamado "Covers.1" y convirtiéndose en aliado de la fundación Socieven .

## Miembros
- Armando Gómez - programación, teclados, guitarras.
- Fernando Gómez - programación, teclados, guitarras. letras y voz.
- Nana Cadavieco - voces

## Discografía
Desde 2002, Masseratti 2lts ha lanzado un disco cada año:
- En sabana grande también hay (2002)
- Vacilón dans la chambre (2003)
- Exposición Verano-Verano (2004)
- Folklore NO-tradicional Venezolano #4 (2005)
- Coctel #5: Cacao, Mujer y Beats (2006)
- Cuentos de ada 6 (2007)
- Colores de Ideas 7 (2010)
- Covers.1 (2011)
- Noveno.Disco (2012)

## Reconocimientos

### Festival Nuevas Bandas
Festival Nuevas Bandas
- 2004 - 2005 Mejor productor discográfico
- 2005 Mejor disco: EXPOSICION VERANO-VERANO